# Enrique Santos Discépolo

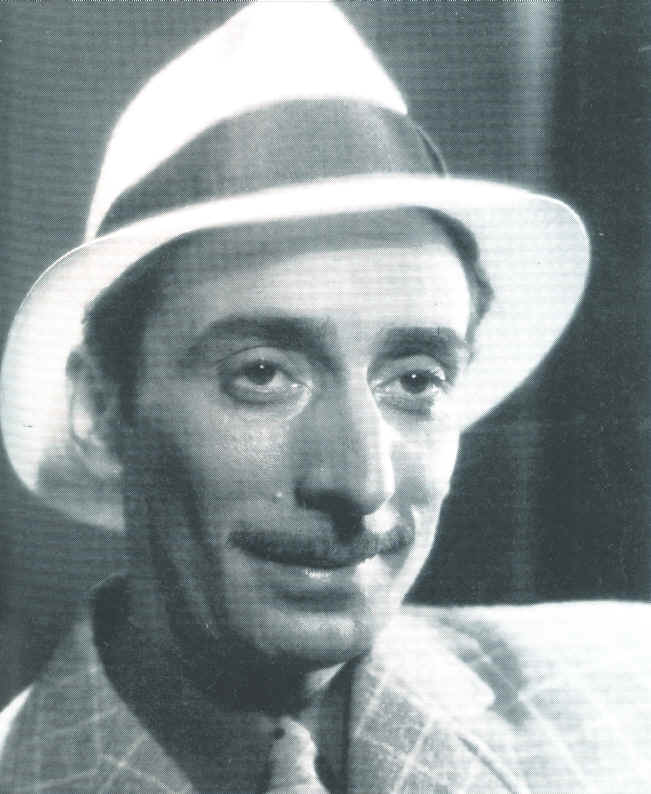
Enrique Santos Discépolo

Enrique Santos Discépolo (* 27. März 1901 in Buenos Aires; † 23. Dezember 1951 ebenda) war ein argentinischer Komponist und Bühnenautor.

## Leben
Enrique Santos Discépolo war der jüngste von fünf Söhnen einer italienischen Einwandererfamilie; der Schriftsteller Armando Discépolo war sein älterer Bruder. Er war gerade fünf Jahre alt, als er seinen Vater, und neun, als er auch noch seine Mutter verlor. Dieser Verlust prägte seine Kindheit.
Er wollte Lehrer werden, brach die Schule aber bald ab. Interessiert am Theater konnte Discépolo 1917 in seiner Heimatstadt als Schauspieler debütieren. Daneben begann er zu schreiben und zu komponieren und schrieb zwischen 1918 und 1925 einige Sonaten und Melodien. Bis 1944 schrieb er Musik und Texte für mehr als 30 Tangos, die bald zu den bedeutendsten Werken in der Geschichte des Tango Argentino zählten.
Discépolo gilt heute als einer der bekanntesten Tangokomponisten. Sein vielzitierter Satz, Tango ist der traurige Gedanke, den man tanzen kann, ging in die Geschichte ein.

## Werke (Auswahl)
Drehbücher
- Cuatro corazones. 1939.
- Fantasmas en Buenos Aires. 1942.

Liedertexte
- Cafetín de Buenos Aires. 1948.
- Cambalache 1934.
- Malevaje 1928.

Theaterstücke
- Caramelos surtidos. 1931.
- Los duendes. 1917 (zusammen mit Mario Folco).
- Mis canciones. 1932.
- El organito. 1925 (zusammen mit Armando Discépolo).